# Ariadna spinosa
Espèce
Ariadna spinosa est une espèce d'araignées aranéomorphes de la famille des Segestriidae.

## Distribution
Cette espèce est endémique d'Australie-Méridionale. Elle se rencontre vers Apoinga (en).

## Description
Le mâle holotype mesure 7,2 mm.

## Systématique et taxinomie
Cette espèce a été décrite par Marsh, Stevens, Bradford et Framenau en 2022.

## Publication originale
- Marsh, Stevens, Bradford & Framenau, 2022 : « The tube-web spiders of the genus Ariadna (Araneae: Segestriidae) from South Australia and Victoria. » Taxonomy, vol. 2, p. 370-461 (texte intégral).